# Solenopsis belisarius
Solenopsis belisarius es una especie de hormiga del género Solenopsis, subfamilia Myrmicinae.

## Distribución
Esta especie se encuentra en Australia.